# 92-я гвардейская ракетная бригада
92-я гвардейская ракетная ордена Кутузова бригада (сокр. 92 рбр, в/ч 30785) — ракетное соединение Сухопутных войск Вооружённых сил Российской Федерации. Бригада дислоцируется в селе Тоцкое Оренбургской области.
Соединение находится в составе 2-й гвардейской общевойсковой армии Центрального военного округа.

## История
92-я ракетная бригада создана 1 сентября 1997 года на основании директивы первого заместителя главнокомандующего Сухопутными войсками Российской Федерации от 17 марта 1997 года на базе 458-й ракетной бригады и 190-й ракетной ордена Кутузова бригады.
Боевое знамя, награды, боевая слава, исторический формуляр бригаде переданы от 563-го миномётного ордена Кутузова полка (563 минп). Полк был сформирован в ноябре 1942 года, орден Кутузова 3-й степени ему вручён за форсирование Дуная в ходе Будапештской стратегической наступательной операции в январе 1945 года. 563-й минп был первоначально безномерным миномётным полком 22-й армии. Полк находился в рядах действующей армии в период с 10 января 1943 по 9 мая 1945 года.
Первоначально соединение дислоцировалось в г. Каменка Пензенской области. В 2012 году передислоцировано в с. Тоцкое Оренбургской области.
21 февраля 2025 года Указом Президента Российской Федерации бригаде присвоено почётное наименование «гвардейская» «за массовый героизм и отвагу, стойкость и мужество, проявленные личным составом бригады в боевых действиях по защите Отечества и государственных интересов в условиях вооружённых конфликтов».

## Вооружение
На вооружении бригады стоит оперативно-тактический ракетный комплекс 9К720 «Искандер-М». Бригадный комплект ракетных комплексов передан на замену устаревших ТРК 9К79-1 «Точка-У» в 2014 году.

## Боевая подготовка
Тактические и командно-штабные учения (КШУ) проходят ежегодно на государственном полигоне «Ашулук» Астраханской области, полигоне «Донгуз» Оренбургской области, межвидовом полигоне «Капустин Яр» Астраханской области, в т. ч. с боевым пуском.